# Palmarès del Professional'nyj Futbol'nyj Klub Central'nyj Sportivnyj Klub Armii
Il Professional'nyj Futbol'nyj Klub Central'nyj Sportivnyj Klub Armii (in russo Профессиональный Футбольный Клуб ЦСКА, Club calcistico professionistico del Club Sportivo Centrale dell'Esercito), abbreviato in PFK CSKA o, in italiano, CSKA Mosca (pron. ZSKA), è la sezione calcistica moscovita della società polisportiva russa CSKA.
Fondato nel 1911, il CSKA è uno dei club calcistici più antichi del paese. È stato 7 volte campione sovietico (vinse anche l'ultimo campionato sovietico disputato, nel 1991) e 6 volte russo. Ha vinto inoltre 5 Coppe dell'URSS, 9 Coppe di Russia (primato di successi nel torneo condiviso con il Lokomotiv Mosca) e 8 Supercoppe di Russia (primato nazionale). In ambito internazionale vanta la vittoria di una Coppa UEFA (2004-2005), prima squadra post-sovietica ad aggiudicarsi una competizione UEFA nonché prima russa in assoluto.

## Competizioni nazionali
- Campionato sovietico: 7

1946, 1947, 1948, 1950, 1951, 1970, 1991
- Coppa dell'URSS: 5

1945, 1948, 1951, 1955, 1990-1991
- Campionato russo: 6

2003, 2005, 2006, 2012-2013, 2013-2014, 2015-2016
- Pervaja Liga: 2

1986, 1989
- Coppa di Russia: 9  (record alla pari con la Lokomotiv Mosca)

2001-2002, 2004-2005, 2005-2006, 2007-2008, 2008-2009, 2010-2011, 2012-2013, 2022-2023, 2024-2025
- Supercoppa di Russia: 8  (record)

2004, 2006, 2007, 2009, 2013, 2014, 2018, 2025

## Competizioni internazionali
- Coppa UEFA: 1  (record russo a pari merito con lo Zenit San Pietroburgo)

2004-2005

## Competizioni giovanili
- Torneo Internazionale Carlin's Boys: 1

2005

## Altri piazzamenti
- Campionato sovietico:

Secondo posto: 1938, 1945, 1949
Terzo posto: 1939, 1955, 1956, 1958, 1964, 1965, 1990
- Pervaja Liga:

Terzo posto: 1988
- Coppa dell'Unione Sovietica:

Finalista: 1944, 1966-1967, 1991-1992
Semifinalista: 1937, 1947, 1949, 1950, 1957, 1969, 1972, 1975, 1979, 1983, 1989-1990
- Campionato russo:

Secondo posto: 1998, 2002, 2004, 2008, 2010, 2014-2015, 2016-2017, 2017-2018, 2022-2023
Terzo posto: 1999, 2007, 2024-2025
- Coppa di Russia:

Finalista: 1993-1994, 1999-2000, 2015-2016
Semifinalista: 1998-1999, 2013-2014, 2014-2015, 2020-2021, 2023-2024
- Supercoppa di Russia:

Finalista: 2003, 2010, 2011, 2016, 2023
- Coppa dei Campioni della CSI:

Semifinalista: 2006, 2007
- Supercoppa UEFA:

Finalista: 2005